# 그린 그린 (비디오 게임)
그린 그린(Green Green, 일본어: グリーングリーン)은 일본의 마이크로소프트 윈도우용 에로게이다. 그루버가 개발하고 배급했다. 이 게임의 스토리는 코미디와 일부 제안적 상황에 중심을 두고 있다. 그러므로 이 게임은 어드벤처 노벨 장르에 속한다.
이 게임은 일본의 애니메이션 텔레비전 프로그램과 오리지널 비디오 애니메이션(OVA)으로 각색되었다. 2개의 스핀오프 게임과 더불어 2개의 후속작이 잇따라 나왔으며 플레이스테이션 2용으로 출시되었다.
그린 그린은 2001년 10월 5일 그루버에 의해 2장의 CD-ROM으로 처음 출시되었다. 그루버는 2002년 3월 22일 추가 기능이 들어간 DVD로 이 게임을 재출시했다.